# Korenivka, Ovruci
Korenivka (în ucraineană Коренівка) este un sat în comuna Cerepîn din raionul Ovruci, regiunea Jîtomîr, Ucraina.

## Demografie
Componența lingvistică a localității Korenivka
     Ucraineană (98,61%)
     Rusă (1,39%)
Conform recensământului din 2001, majoritatea populației localității Korenivka era vorbitoare de ucraineană (98,61%), existând în minoritate și vorbitori de rusă (1,39%).